# Friars de Providence
Les Friars de Providence (en anglais : Providence Friars) sont un club omnisports universitaire du Providence College. Les équipes des Friars participent aux compétitions universitaires organisées par la National Collegiate Athletic Association. Providence fait partie de la Big East Conference mais l'équipe de hockey sur glace joue en ECAC Hockey League. À noter qu'il n'existe pas d'équipe de football américain chez les Friars.
Les basketteurs des Providence Friars ont remporté le titre de la difficile conférence Big East en 1994 tandis que les hockeyeurs ont échoué en finale nationale NCAA en 1985.

## Personnalités connues
De 1969 à 1980, Lou Lamoriello, actuel président directeur général des Devils du New Jersey, était l'entraîneur de l'équipe de hockey.
De 1985 à 1987, Rick Pitino était l'entraîneur de l'équipe de basket-ball. Il gagnera par la suite deux titres NCAA avec les Wildcats du Kentucky et les Cardinals de Louisville.
De 1980 à 1984, Otis Thorpe fit son cursus universitaire dans cette université. Il est drafter en neuvième position lors de la Draft 1984 de la NBA. Il disputa 17 saison en NBA et fut All-Stars NBA. 